# David de Dinant
David de Dinant était un philosophe et théologien qui vécut à la cour du pape Innocent III et enseigna vraisemblablement à l'université de Paris. Son œuvre Quaternuli, considérée comme hérétique, fut brûlée après une condamnation d'un concile provincial dirigé par l'évêque de Sens en 1210. Elle est partiellement connue par un texte attribué à Albert le Grand (Compilatio de Novo Spiritu, bibliothèque de Munich).

## Biographie
On connaît mal sa vie. Il est né à Dinant,  dans la Principauté de Liège vers 1165. Il part en Grèce pour ses études, d'où son titre de magister. Il fut sans doute médecin. En 1206, il est chapelain (cappellanus) d'Innocent III, peut-être chez Frédéric II du Saint-Empire. De 1207 à 1210, peut-être il enseigne à Paris. À la suite d'Abélard qui en a introduit l'étude en 1102 par ses Gloses puis sa Dialectique, qui date de 1116, il utilise Aristote tel qu'il est connu au XIIe siècle, sa Physique et sa Métaphysique. Le synode provincial de Paris en 1210, présidé par Pierre de Corbeil, condamne son panthéisme et ordonne la destruction de ses Quaternuli, hérétiques. David meurt vers 1214 ou 1217, probablement à Méan, près de Dinant. En 1215, dans les statuts de l'Université de Paris, Robert de Courçon, légat du pape Innocent III, renouvelle l'interdiction. Le concile du Latran (1215) répète la condamnation d'Amaury de Bène, pas de David de Dinant.

## Philosophie
Il considérait qu'il n'y a qu'une substance, commune à tous les esprits et à tous les corps, cette substance unique étant Dieu. "Il est manifeste qu'il n'y a qu'une seule substance non seulement de tous les corps mais même de toutes les âmes, et elle n'est rien autre que Dieu lui-même. La substance de laquelle sont tous les corps est appelée hylè, la substance de laquelle sont toutes les âmes est appelée ratio sive mens [...]. Si donc le monde est Dieu lui-même, en dehors de lui-même, perceptible au sens, ainsi que Platon, Zénon, Socrate et beaucoup d'autres l'ont dit, la hylé du monde est donc Dieu lui-même." 
Jean de Gerson (De concordia metaphysica cum logica) résume ainsi la doctrine : "Tout est Dieu, et Dieu est tout (omnia sunt Deus et Deus est omnia). Dieu est à la fois créateur et créature (creator et creatura idem Deus). De même que Dieu est la source et le principe, il est aussi la fin de toutes choses qui doivent retourner à lui, afin de reposer immuablement et former une unité indivisible (et ita unum individuum et immutabile). Tout est un, c'est-à-dire que tout est Dieu (omnia enim esse quod idem est omnia esse Deum). Suivant Albert le Grand, David de Dinant, dans son livre De Tomis, id est de divisionibus, cherchait à démontrer que le Noûs, l'intelligence et la matière première sont identiques et que cette identité correspond au plus haut concept de l'esprit. Si on les distingue, il faut supposer un concept commun plus élevé dans lequel ils se réunissent, et ce concept serait précisément l'identité de Dieu et de la matière première (Albert le Grand, Summa theologica, I, 4, 20)."

### Œuvres
- Quaternuli (Cahiers), fragments : Marianus Kurdzialek (édi.), Davidis de Dinanto Quaternulorum fragmenta, Varsovie, 1963, LX-108 p. Extraits et résumés chez Albert le Grand (Summa de creaturis [vers 1240], in Opera éd. Borgnet 1890 t. XXXIV-XXXV ; Summa de mirabili scientia Dei [ou Summa theologiae, 1270], in Opera éd. Borgnet 1890 t. XXXI-XXXIII ) et Thomas d'Aquin (Somme contre les Gentils, I, 17) ; fragments retrouvés par Alexandre Birkenmajer (1933).
- Alexandre Birkenmajer, "Découverte de fragments manuscrits de David de Dinant", Revue néoscolastique de philosophie, vol. XXXV, 1933, p. 220-229.
- Elena Casadei, I testi di David di Dinant : filosofia della natura e metafisica a confronto col pensiero antico. Introduzione ed edizione dei testi, Spoleto, Fondazione CISAM (Centro Italiano Studi Sull'alt Medioevo), 2008, XXI-465 p. (Textes en latin et intro. en italien).

### Études
- Charles Jourdain, membre de l'Institut de France (1817-1886) , Mémoire sur les sources philosophiques des hérésies d'Amaury de Chartres et de David de Dinan', 1870.
- Hauréau, Histoire de la philosophie scolastique (Paris, 1880), t. II, i, p. 73 sq.
- R.P. Gabriel Théry, Autour du décret de 1210, t. I : David de Dinant, étude sur son panthéisme matérialiste, Le Saulchoir, Revue des sciences philosophiques et théologiques, 1925.
- F. Van Steenberghen, La philosophie au XIIIe siècle, Louvain, Peeters, 1991, p. 83-89.
- Tristan Dagron, "David de Dinant : sur le fragment Hyle, Mens, Deus des Quaternuli ", Revue de métaphysique et de morale, n° 40, 2003-2004, p. 419-436.